# Gens Domitia
Gens Domitia è il nomen di una gens romana di origine plebea, fiorita a cavallo fra la fine della Repubblica e l'inizio del Principato nell'Antica Roma.
La gens Domitia era divisa in due rami, gli Enobarbo e i Calvino.
Il nome Enobarbo significa “barbarossa” (letteralmante “barba di bronzo”) in latino. Questo nome deriva dalla leggenda secondo cui Castore e Polluce avrebbero predetto ad un antenato degli Enobarbi la vittoria romana sulla lega latina nella Battaglia del Lago Regillo e, per confermare quanto detto, gli avrebbero accarezzato la barba e i capelli, che da neri diventarono rossi. Gli Enobarbo usarono sempre solo due praenomina, Gneus e Lucius, anche per questo si chiamarono gli Gnei e i Lucii.

## Domizi Enobarbi
Il nome può riferirsi ai seguenti personaggi:
- Gneo Domizio Enobarbo (console nel 192 a.C.).
- Gneo Domizio Enobarbo (console nel 162 a.C.).
- Gneo Domizio Enobarbo (console nel 122 a.C.).
- Gneo Domizio Enobarbo (console nel 96 a.C.), figlio del precedente.
- Lucio Domizio Enobarbo (console nel 94 a.C.).
- Gneo Domizio Enobarbo (morto nell'81 a.C.).
- Lucio Domizio Enobarbo (console nel 54 a.C.), figlio di Gneo Domizio Enobarbo (console nel 96 a.C.), difensore di Pompei e personaggio nella Farsalia di Lucano.
- Lucio Domizio Enobarbo (pretore nel 50 a.C.).
- Gneo Domizio Enobarbo (console nel 32 a.C.).  Una versione fittizia di questo personaggio compare nell'Antonio e Cleopatra di William Shakespeare, con il nome di Enobarbo.
- Lucio Domizio Enobarbo (console nel 16 d.C.), unico figlio del precedente Gneo Domizio ed Emilia Lepida.
- Gneo Domizio Enobarbo (console nel 32 d.C.), padre dell'imperatore Nerone.
- Lucio Domizio Enobarbo (Nerone), quinto Imperatore della Dinastia Giulio Claudia, figlio del precedente.

## Altri Domizi (lontani parenti degli Enobarbi)
- Gneo Domizio Calvino, generale e console nel primo secolo d.C.
- Gneo Domizio Corbulone, due politici del primo secolo. Uno fu un pretore durante il regno di Tiberio e l'altro, suo figlio, fu un generale.
- Domizio Ulpiano, noto anche come Ulpiano, giurista del terzo secolo.
- Lucio Domizio Aureliano, noto anche come Aureliano, Imperatore del terzo secolo.

## Albero genealogico dei Domizi Enobarbi
|                                             |                                             |                                             |                                             |                                             |                                             |                                             |                                             | Gneo Domizio Enobarbo (console nel 192 a.C.) |                  |                                              |                                              |                                              |                                              |                                               |                                               |                                               |                                               |                                               |                                               |                |                |  |  |  |  |  |  |  |  |  |  |
|                                             |                                             |                                             |                                             |                                             |                                             |                                             |                                             |                                              |                  |                                              |                                              |                                              |                                              |                                               |                                               |                                               |                                               |                                               |                                               |                |                |  |  |  |  |  |  |  |  |  |  |
|                                             |                                             |                                             |                                             |                                             |                                             |                                             |                                             | Gneo Domizio Enobarbo (console nel 162 a.C.) |                  |                                              |                                              |                                              |                                              |                                               |                                               |                                               |                                               |                                               |                                               |                |                |  |  |  |  |  |  |  |  |  |  |
|                                             |                                             |                                             |                                             |                                             |                                             |                                             |                                             |                                              |                  |                                              |                                              |                                              |                                              |                                               |                                               |                                               |                                               |                                               |                                               |                |                |  |  |  |  |  |  |  |  |  |  |
|                                             |                                             |                                             |                                             |                                             |                                             |                                             |                                             | Gneo Domizio Enobarbo (console nel 122 a.C.) |                  |                                              |                                              |                                              |                                              |                                               |                                               |                                               |                                               |                                               |                                               |                |                |  |  |  |  |  |  |  |  |  |  |
|                                             |                                             |                                             |                                             |                                             |                                             |                                             |                                             |                                              |                  |                                              |                                              |                                              |                                              |                                               |                                               |                                               |                                               |                                               |                                               |                |                |  |  |  |  |  |  |  |  |  |  |
|                                             |                                             | Gneo Domizio Enobarbo (console nel 96 a.C.) | Gneo Domizio Enobarbo (console nel 96 a.C.) | Gneo Domizio Enobarbo (console nel 96 a.C.) | Gneo Domizio Enobarbo (console nel 96 a.C.) | Gneo Domizio Enobarbo (console nel 96 a.C.) | Gneo Domizio Enobarbo (console nel 96 a.C.) |                                              |                  |                                              |                                              |                                              |                                              | Lucio Domizio Enobarbo (console nel 94 a.C.). | Lucio Domizio Enobarbo (console nel 94 a.C.). | Lucio Domizio Enobarbo (console nel 94 a.C.). | Lucio Domizio Enobarbo (console nel 94 a.C.). | Lucio Domizio Enobarbo (console nel 94 a.C.). | Lucio Domizio Enobarbo (console nel 94 a.C.). |                |                |  |  |  |  |  |  |  |  |  |  |
|                                             |                                             | Gneo Domizio Enobarbo (console nel 96 a.C.) | Gneo Domizio Enobarbo (console nel 96 a.C.) | Gneo Domizio Enobarbo (console nel 96 a.C.) | Gneo Domizio Enobarbo (console nel 96 a.C.) | Gneo Domizio Enobarbo (console nel 96 a.C.) | Gneo Domizio Enobarbo (console nel 96 a.C.) |                                              |                  |                                              |                                              |                                              |                                              | Lucio Domizio Enobarbo (console nel 94 a.C.). | Lucio Domizio Enobarbo (console nel 94 a.C.). | Lucio Domizio Enobarbo (console nel 94 a.C.). | Lucio Domizio Enobarbo (console nel 94 a.C.). | Lucio Domizio Enobarbo (console nel 94 a.C.). | Lucio Domizio Enobarbo (console nel 94 a.C.). |                |                |  |  |  |  |  |  |  |  |  |  |
|                                             |                                             |                                             |                                             |                                             |                                             |                                             |                                             |                                              |                  |                                              |                                              |                                              |                                              |                                               |                                               |                                               |                                               |                                               |                                               |                |                |  |  |  |  |  |  |  |  |  |  |
|                                             |                                             |                                             |                                             |                                             |                                             |                                             |                                             |                                              |                  |                                              |                                              |                                              |                                              |                                               |                                               |                                               |                                               |                                               |                                               |                |                |  |  |  |  |  |  |  |  |  |  |
|                                             |                                             | Gneo Domizio Enobarbo (morto nell'81 a.C.)  | Gneo Domizio Enobarbo (morto nell'81 a.C.)  | Gneo Domizio Enobarbo (morto nell'81 a.C.)  | Gneo Domizio Enobarbo (morto nell'81 a.C.)  | Gneo Domizio Enobarbo (morto nell'81 a.C.)  | Gneo Domizio Enobarbo (morto nell'81 a.C.)  |                                              |                  |                                              |                                              |                                              |                                              | Lucio Domizio Enobarbo (console nel 54 a.C.)  | Lucio Domizio Enobarbo (console nel 54 a.C.)  | Lucio Domizio Enobarbo (console nel 54 a.C.)  | Lucio Domizio Enobarbo (console nel 54 a.C.)  | Lucio Domizio Enobarbo (console nel 54 a.C.)  | Lucio Domizio Enobarbo (console nel 54 a.C.)  |                |                |  |  |  |  |  |  |  |  |  |  |
|                                             |                                             | Gneo Domizio Enobarbo (morto nell'81 a.C.)  | Gneo Domizio Enobarbo (morto nell'81 a.C.)  | Gneo Domizio Enobarbo (morto nell'81 a.C.)  | Gneo Domizio Enobarbo (morto nell'81 a.C.)  | Gneo Domizio Enobarbo (morto nell'81 a.C.)  | Gneo Domizio Enobarbo (morto nell'81 a.C.)  |                                              |                  |                                              |                                              |                                              |                                              | Lucio Domizio Enobarbo (console nel 54 a.C.)  | Lucio Domizio Enobarbo (console nel 54 a.C.)  | Lucio Domizio Enobarbo (console nel 54 a.C.)  | Lucio Domizio Enobarbo (console nel 54 a.C.)  | Lucio Domizio Enobarbo (console nel 54 a.C.)  | Lucio Domizio Enobarbo (console nel 54 a.C.)  |                |                |  |  |  |  |  |  |  |  |  |  |
|                                             |                                             |                                             |                                             |                                             |                                             | Emilia Lepida                               | Emilia Lepida                               | Emilia Lepida                                | Emilia Lepida    | Emilia Lepida                                | Emilia Lepida                                |                                              |                                              | Gneo Domizio Enobarbo (console nel 32 a.C.)   | Gneo Domizio Enobarbo (console nel 32 a.C.)   | Gneo Domizio Enobarbo (console nel 32 a.C.)   | Gneo Domizio Enobarbo (console nel 32 a.C.)   | Gneo Domizio Enobarbo (console nel 32 a.C.)   | Gneo Domizio Enobarbo (console nel 32 a.C.)   |                |                |  |  |  |  |  |  |  |  |  |  |
|                                             |                                             |                                             |                                             |                                             |                                             | Emilia Lepida                               | Emilia Lepida                               | Emilia Lepida                                | Emilia Lepida    | Emilia Lepida                                | Emilia Lepida                                |                                              |                                              | Gneo Domizio Enobarbo (console nel 32 a.C.)   | Gneo Domizio Enobarbo (console nel 32 a.C.)   | Gneo Domizio Enobarbo (console nel 32 a.C.)   | Gneo Domizio Enobarbo (console nel 32 a.C.)   | Gneo Domizio Enobarbo (console nel 32 a.C.)   | Gneo Domizio Enobarbo (console nel 32 a.C.)   |                |                |  |  |  |  |  |  |  |  |  |  |
|                                             |                                             |                                             |                                             |                                             |                                             |                                             |                                             |                                              |                  |                                              |                                              |                                              |                                              |                                               |                                               |                                               |                                               |                                               |                                               |                |                |  |  |  |  |  |  |  |  |  |  |
|                                             |                                             | Antonia                                     | Antonia                                     | Antonia                                     | Antonia                                     | Antonia                                     | Antonia                                     |                                              |                  | Lucio Domizio Enobarbo (console nel 16 d.C.) | Lucio Domizio Enobarbo (console nel 16 d.C.) | Lucio Domizio Enobarbo (console nel 16 d.C.) | Lucio Domizio Enobarbo (console nel 16 d.C.) | Lucio Domizio Enobarbo (console nel 16 d.C.)  | Lucio Domizio Enobarbo (console nel 16 d.C.)  |                                               |                                               |                                               |                                               |                |                |  |  |  |  |  |  |  |  |  |  |
|                                             |                                             | Antonia                                     | Antonia                                     | Antonia                                     | Antonia                                     | Antonia                                     | Antonia                                     |                                              |                  | Lucio Domizio Enobarbo (console nel 16 d.C.) | Lucio Domizio Enobarbo (console nel 16 d.C.) | Lucio Domizio Enobarbo (console nel 16 d.C.) | Lucio Domizio Enobarbo (console nel 16 d.C.) | Lucio Domizio Enobarbo (console nel 16 d.C.)  | Lucio Domizio Enobarbo (console nel 16 d.C.)  |                                               |                                               |                                               |                                               |                |                |  |  |  |  |  |  |  |  |  |  |
|                                             |                                             |                                             |                                             |                                             |                                             |                                             |                                             |                                              |                  |                                              |                                              |                                              |                                              |                                               |                                               |                                               |                                               |                                               |                                               |                |                |  |  |  |  |  |  |  |  |  |  |
|                                             |                                             |                                             |                                             |                                             |                                             |                                             |                                             |                                              |                  |                                              |                                              |                                              |                                              |                                               |                                               |                                               |                                               |                                               |                                               |                |                |  |  |  |  |  |  |  |  |  |  |
|                                             |                                             |                                             |                                             |                                             |                                             |                                             |                                             | Domizia maggiore                             | Domizia maggiore | Domizia maggiore                             | Domizia maggiore                             | Domizia maggiore                             | Domizia maggiore                             |                                               |                                               | Domizia Lepida                                | Domizia Lepida                                | Domizia Lepida                                | Domizia Lepida                                | Domizia Lepida | Domizia Lepida |  |  |  |  |  |  |  |  |  |  |
|                                             |                                             |                                             |                                             |                                             |                                             |                                             |                                             | Domizia maggiore                             | Domizia maggiore | Domizia maggiore                             | Domizia maggiore                             | Domizia maggiore                             | Domizia maggiore                             |                                               |                                               | Domizia Lepida                                | Domizia Lepida                                | Domizia Lepida                                | Domizia Lepida                                | Domizia Lepida | Domizia Lepida |  |  |  |  |  |  |  |  |  |  |
| Gneo Domizio Enobarbo (console nel 32 d.C.) | Gneo Domizio Enobarbo (console nel 32 d.C.) | Gneo Domizio Enobarbo (console nel 32 d.C.) | Gneo Domizio Enobarbo (console nel 32 d.C.) | Gneo Domizio Enobarbo (console nel 32 d.C.) | Gneo Domizio Enobarbo (console nel 32 d.C.) |                                             |                                             | Agrippina minore                             | Agrippina minore | Agrippina minore                             | Agrippina minore                             | Agrippina minore                             | Agrippina minore                             |                                               |                                               |                                               |                                               |                                               |                                               |                |                |  |  |  |  |  |  |  |  |  |  |
| Gneo Domizio Enobarbo (console nel 32 d.C.) | Gneo Domizio Enobarbo (console nel 32 d.C.) | Gneo Domizio Enobarbo (console nel 32 d.C.) | Gneo Domizio Enobarbo (console nel 32 d.C.) | Gneo Domizio Enobarbo (console nel 32 d.C.) | Gneo Domizio Enobarbo (console nel 32 d.C.) |                                             |                                             | Agrippina minore                             | Agrippina minore | Agrippina minore                             | Agrippina minore                             | Agrippina minore                             | Agrippina minore                             |                                               |                                               |                                               |                                               |                                               |                                               |                |                |  |  |  |  |  |  |  |  |  |  |
|                                             |                                             |                                             |                                             |                                             |                                             |                                             |                                             |                                              |                  |                                              |                                              |                                              |                                              |                                               |                                               |                                               |                                               |                                               |                                               |                |                |  |  |  |  |  |  |  |  |  |  |
|                                             |                                             |                                             |                                             | Nerone                                      |                                             |                                             |                                             |                                              |                  |                                              |                                              |                                              |                                              |                                               |                                               |                                               |                                               |                                               |                                               |                |                |  |  |  |  |  |  |  |  |  |  |